# ONEMANSHOW: The Movie
ONEMANSHOW: The Movie je český film režisérů Kazmy Kazmitche, vlastním jménem Kamil Bartošek, a Andyho Fehu, vlastním jménem Ondřej Pavliš, z roku 2023. Součástí tohoto filmu je krátkometrážní snímek Tajný zákop.
Předpremiéra filmu proběhla dne 15. srpna 2023 v kině Cinema City v obchodním domě Westfield Chodov Praha. V českých kinech byl premiérově uveden 17. srpna 2023. Ačkoliv film získal spíše negativní recenze, jedná se o český film s největší návštěvností za první víkend v českých kinech.
Film byl propojen se soutěží o jeden milion amerických dolarů (což bylo cca 22 milionů Kč), který byl v jednodolarových bankovkách zamčen v proskleném trezoru na holešovickém výstavišti. Do soutěže se diváci mohli zapojit po zakoupení vstupenky s níž současně obdrželi herní kartu. Soutěžící museli do trezoru zadat správné heslo, což bylo desetimístné číslo, na které by přišli rozluštěním šifry, která je napsaná na betonovém monumentu u Lysé nad Labem.
Film má být návodem k rozluštění této šifry. Každá karta umožňovala pouze jednu možnost zadání čísla. Správné číslo nemohlo být tipnuto, protože hráč musel prokazatelně doložit že šifru, respektive všechny její jednotlivé části, skutečně sám správně vyluštil předepsaným způsobem, a to bez pomoci robotů či automatizovaných systémů. Jedna karta z milionu vydaných karet měla být navíc výherní bez nutnosti vložení hesla. Soutěž tak navedla některé návštěvníky kina k opakovanému nakupování vstupenek, aby si zvýšili šanci na výhru. Film přesto zaznamenal největší propad návštěvnosti mezi prvním a druhým víkendem od uvedení, konkrétně o 79 % pro film se startem vyšší než 100 tisíc diváků.

## Obsazení
- Kamil Bartošek
- Barbora Černá
- Kostas Zerdaloglu
- Michael Vykus
- Tomáš Weber
- Jan Hofman
- Jiří Bartoška
- Ondřej Sokol
- Hynek Čermák
- Jiří Langmajer
- Kryštof Hádek

## Přijetí

### Kritika
Po slavnostní předpremiéře obdržel film převážně negativní recenze. Martin Svoboda z Kinoboxu filmu udělil 40 %.

### Sledovanost a tržby
Během prvního promítacího dne (17. srpna 2023) film zhlédlo v českých kinech 130 tisíc diváků, a vytvořil tak nový rekord. V období tzv. premiérového víkendu od 17. do 20. srpna 2023 uvedlo film 280 sálů – dosud nejvíce v Česku. Během něj jej v kinech vidělo 291 761 diváků a připsal si nejúspěšnější první víkend českého filmu v historii, překonal tak film Anděl Páně 2, který během premiérového víkendu vidělo 188 tisíc diváků. V celkovém pořadí (včetně zahraničních filmů) se snímek ONEMANSHOW: The Movie umístil na druhé pozici, hned po filmu Avengers: Endgame s návštěvností 344 tisíc diváků během premiérového víkendu, tedy prvních 4 dnů od uvedení.
Tržby v českých kinech během premiérového víkendu dosáhly na 54 160 085 korun.

## Šifra propojená s filmem
Šifra je umístěna na betonovém monumentu na okraji louky u lesíka v blízkosti Lysé nad Labem. Jde o devadesát uspořádaných polí do 10 řádků a 9 sloupců. Pole obsahují 22 různých symbolů mezi nimiž jsou i písmena. Fyzicky má monument podobu 90 betonových kvádrů označených symbolem, v čele toho je betonový sloup nesoucí kříž s obráceným trojúhelníkem, pod tím je dvouciferný displej s odpočtem trvání hry a červené spouštěcí tlačítko na záhadný zvuk evokující slova „pojď do hry“ s rytmickým dozvukem.
Návodem k rozluštění šifry měl být film. Ve filmu se údajně objevil význam všech jednotlivých symbolů (čímž byly číslice, tečky a pomlčka). Některé z nich ale byly velmi obtížně postřehnutelné nebo hráče mýlila špatná varianta významu symbolu. Podle výroků postav ve filmu lze očekávat, že postup řešení šifry by mohl být spojen s cyklickým tahem koně v šachu, sčítáním bodů ve hře Mathesso, kterých by mělo být 21, nebo posouváním sudých a lichých souřadnic. Šifra připomíná slavnou šifru sériového vraha známého jako Zodiac. Protože heslo je nakonec složeno ze tří z mnoha čísel, které se ve filmu objevily, lze očekávat, že vyřešením šifry z betonového monumentu budou tři přesné časy (obdobné 21 časům, v nichž se měly nalézat významy symbolů, kterých ale je 22; tyto časy jako poslední nápovědu Bartošek nejvíce po 4 dočasně zveřejňoval v 7 posledních dnech hry na svůj Instagram @kazma_kazmitch), v nichž se tato tři čísla ve filmu objevila. 
Správný způsob řešení šifry (respektive všech jejích jednotlivých částí, kromě poslední části s ukázáním třech čísel ve filmu) ještě nebyl Bartoškem zveřejněn. Heslem k trezoru s jedním milionem dolarů bylo desetimístné číslo (38 3789 1715), které je po třech částech ve filmu zobrazeno. Takováto možnost konečného nalezení hesla v souvislosti s luštěním šifry byla pro všechny hráče velkým překvapením, i když ji Bartošek naznačil, když sdělil: „Mohu říci, že to desetimístné číslo potřebné k otevření trezoru je ve filmu doslova napsané, ale je tam tolik čísel, že je třeba přijít na to, které to je“. Šifru tak žádný divák filmu a současně hráč hry nerozluštil, a proto ani ve filmu zpětně nenalezl ta tři správná čísla, ze kterých by složil desetimístné heslo.

### Kontroverze a konec hry
Bývalý spolupracovník Kazmy Kazmitche Karel Ondrka film odsoudil za to, že nabádá k hazardu. Filmový publicista Kamil Fila poukázal na podezřelá pravidla soutěže, v nichž soutěžící bere například na vědomí, že nemá právní nárok na vyplacení výhry a nemůže ji vymáhat soudně, zatímco pořadatel si vyhrazuje právo podle svého uvážení kdykoli a bez náhrady soutěž ukončit, pozměnit, prodloužit či aktualizovat.
Po měsíci promítání filmu v pondělí 18. září 2023 Bartošek náhle oznámil posledních 7 dní hry, která tak skončila následující pondělí 25. září 2023 v 18 hodin bez toho, aniž by kdokoli přiložil k trezoru výherní kartu nebo zadal správné heslo. Žádný soutěžící tak nakonec slibovanou sumu nevyhrál. Web Antiyoutuber mezi přítomnými sondoval, co si o celém projektu myslí. Mnozí tento způsob uzavření soutěže považují za podvod. Společnost Fortuna, která ve filmu vystupuje, požádala tvůrce o veřejnou omluvu za „poškozování dobrého jména a pověsti společnosti, ke kterému došlo v souvislosti s veřejnou distribucí a promítáním filmu,“ a krátce před premiérou zaslala tvůrcům předžalobní výzvu.
Bartošek sdělil, že si nikým nevyhrané peníze nechce nechat. Od lidí, kteří jej sledují na sociálních sítích si vyžádal podněty, aby mu řekli, co by měl s penězi udělat. V pátek 13. října 2023 pak představil tzv. Plán B, v němž hráče vyzval k online aktivaci herní karty (při níž museli uvést své jméno, datum narození, bydliště, e-mail a telefon), aby jim předal zprávu o tom, kdy a kde z nákladního kontejneru zavěšeného pod vrtulníkem tyto peníze vysype.
V neděli 22. října 2023 v 6 hodin ráno zaslal hráčům s aktivovanou kartou symboly z filmu mnohem jednodušeji zakódované údaje s časem a místem srazu ke shozu peněz. Sraz byl ten samý den v 10 hodin u jeho betonového monumentu s šifrou. Peníze pak byly na tomto místě shozeny asi v 11 hodin.

## Tajný zákop
Tajný zákop je krátkometrážní film režiséra Martina Linharta, který zároveň k filmu napsal scénář. V českých kinech byl premiérově uveden 17. srpna 2023 jako součást ONEMANSHOW: The Movie po titulcích.
Film včetně krátké upoutávky a plakátu byl veřejnosti představen v červnu 2023, do kin měl jít v listopadu 2023. Mělo se jednat o válečný film o německých důstojnících, v hlavních rolích se měli představit Jiří Bartoška, Ondřej Sokol, Hynek Čermák, Jiří Langmajer a Kryštof Hádek, kteří podle Kazmy neměli vědět, že budou součástí jeho filmu. Hynek Čermák byl ale podle svých slov osloven Kazmou a nabídku na natáčení filmu přijal. V dalších rolích se měli objevit Marek Zahradníček, Milan Cimerák, Lenka Konvičková a Michal Lyga.
V červenci 2023 na tiskové konferenci zaštítěné distributorem Bontonfilm na festivalu v Karlových Varech mělo dojít k setkání novinářů s tvůrci filmu a herci v hlavních rolích (kromě Jiřího Bartošky). Místo toho však konferenci využil Kazma Kazmitch k propagaci svého filmu ONEMANSHOW: The Movie. Uvedl mimo jiné, že film Tajný zákop se skrz zahraniční produkci natáčel, jednalo se však prý jen o jednodenní natáčení a jednu scénu do Kazmova filmu. Někteří z novinářů měli být dopředu upozorněni anonymním e-mailem, že je film ve skutečnosti součástí Kazmova projektu.
Předpremiéra krátkometrážního filmu Tajný zákop proběhla dne 15. srpna 2023 v kině Cinema City v obchodním domě Westfield Chodov Praha jako součást celovečerního filmu ONEMANSHOW: The Movie. V českých kinech byly oba filmy premiérově uvedeny 17. srpna 2023.